# گرمابک
گرمابک، روستایی است از توابع بخش مرزن‌آباد شهرستان چالوس در استان مازندران ایران.

## جمعیت
این روستا در دهستان بیرون‌بشم قرار دارد و براساس سرشماری مرکز آمار ایران در سال ۱۳۸۵، جمعیت آن ۸۳ نفر (۱۹خانوار) بوده‌است. مردم گرمابک از قومیت طبری هستند. مردم گرمابک به زبان طبری با گویش چالوسی سخن می‌گویند.

## مشاهیر
بیژن سلیمانی گرمابکی (شهید دفاع مقدس)، مهرنوش یوسفی گرمابکی (شهید دفاع مقدس)، رضا حبیب اله گرمابکی (پژوهشگر و استاد برجسته استان مازندران)، امیر حسین سلیمانی گرمابکی (پژوهشگر و استاد برجسته کشور سوئد).فرج صمدی ( خبرنگار )